# Centre d'Esports Sabadell Futbol Club (femenino)
La sección de fútbol femenino del Centre d'Esports Sabadell de Sabadell (Cataluña, España) fue creada en 1982. Actualmente (temporada 2018-19) compite en Regional Preferente, máxima competición del fútbol femenino catalán y tercera categoría absoluta de la liga española de fútbol femenino. En su palmarés figuran una Copa de la Reina, dos subcampeonatos de la misma competición y un subcampeonato de Liga.

## Historia

### Primeros años
El CE Sabadell fue uno de los fundadores de la Superliga femenina en 1988 y desde la primera temporada transitó por los primeros puestos de dicha competición y sin perder nunca la categoría. Nunca llegó a ganar un título durante estos años, ya que su máximo éxito fue llegar a la final de la Copa de la Reina de la temporada 1991-92.

### Esplendor, crisis y abandono de la élite
Sus mejores momentos los vivió durante las temporadas 2002-03 y 2003-04. En la temporada 2002-03 se proclamó por primera (y única) vez campeón de la Copa de la Reina. En la temporada 2003-04 consiguió el subcampeonato de Copa y el subcampeonato de Superliga, aunque no consiguió llevarse ninguno de los dos títulos.
A pesar de estos éxitos deportivos, la sección padeció una crisis económica tal que la obligó a retirarse en el curso de la temporada 2005-06. El equipo filial siguió compitiendo en Primera Nacional, Grupo 3 (actual Segunda División), pero acabó perdiendo la categoría por la vía deportiva.

### Años de crisis y recuperación
Desde la temporada 2006-07 el CE Sabadell sobrevivió con pretensiones mucho más modestas transitando por categorías regionales del fútbol catalán, con ascensos y descensos constantes. A partir de la temporada 2012-13 se inició un ciclo ascendente, primero ascendiendo a la Regional Preferente (tercer nivel del fútbol femenino) y en la 2015-16 logró un nuevo ascenso a Segunda División.

### Clasificaciones en Liga
Fuente: Hemeroteca de El Mundo Deportivo
| - 1988-89: Superliga (7º) - 1989-90: Superliga (4º) - 1990-91: Superliga (6º) - 1991-92: Superliga (4º) - 1992-93: Superliga (4º) - 1993-94: Superliga (4º) - 1994-95: Superliga (5º) - 1995-96: Superliga (4º) | - 1996-97: Primera Nacional, Gr. 3 (2º) - 1997-98: Primera Nacional, Gr. 3 (4º) - 1998-99: Primera Nacional, Gr. 3 (6º) - 1999-00: Primera Nacional, Gr. 3 (5º) - 2000-01: Primera Nacional, Gr. 3 (5º) - 2001-02: Superliga (4º) - 2002-03: Superliga (4º) - 2003-04: Superliga (2º) | - 2004-05: Superliga (8º) - 2005-06: Superliga (*) - 2006-07: Primera catalana (15º) - 2007-08: Segunda catalana (2º) - 2008-09: Primera catalana (15º) - 2009-10: Segunda catalana (4º) - 2010-11: Primera catalana (8º) - 2011-12: Primera catalana (8º) | - 2012-13: Primera catalana (1º) - 2013-14: Preferente catalana (11º) - 2014-15: Preferente catalana (5º) - 2015-16: Preferente catalana (1º) - 2016-17: Segunda División, Gr. 3 |

 - Campeonato de Liga 

 - Ascenso 

 - Descenso 

(*) retirado del campeonato antes de su finalización por problemas económicos
Entre 1996 y 2001 no existió la Superliga, que fue sustituida por 4 grupos de Primera Nacional de ámbito geográfico en que los campeones se disputaban el título. Desde 2001 la Primera Nacional fue la segunda categoría.

### Copa de la Reina
Fuente: Hemeroteca de El Mundo Deportivo
| - 1988-89: No clasificado - 1989-90: No clasificado - 1990-91: 1/8 final - 1991-92: Finalista - 1992-93: Semifinalista - 1993-94: Semifinalista - 1994-95: 1/8 final | - 1995-96: Semifinalista - 1996-97: 1/4 final - 1997-98: No clasificado - 1998-99: No clasificado - 1999-00: No clasificado - 2000-01: No clasificado - 2001-02: Semifinalista | - 2002-03: Campeón - 2003-04: Finalista - 2004-05: 1/4 final - 2005-06: No clasificado - 2006-07: No clasificado - 2007-08: No clasificado - 2008-09: No clasificado | - 2009-10: No clasificado - 2010-11: No clasificado - 2011-12: No clasificado - 2012-13: No clasificado - 2013-14: No clasificado - 2014-15: No clasificado - 2015-16: No clasificado |

 - Campeonato de Copa

## Estadio
El equipo juega sus partidos en el Polideportivo Olímpia de Sabadell, complejo situado cerca del estadio de la Nova Creu Alta, sede del primer equipo masculino del CE Sabadell y que funciona como ciudad deportiva del Club arlequinado.

## Datos del club
- Temporadas en Primera División (18): 1988-89 a 2005-06
- Temporadas en Segunda División (1): 2016-17
- Temporadas en categorías regionales (10): 2006-07 a 2015-16

## Jugadoras y cuerpo técnico
La plantilla y el cuerpo técnico del primer equipo femenino para la actual temporada son los siguientes:

### Jugadoras destacadas
| - Sonia Bermúdez - Priscila Borja - Marta Cubí - Susana Guerrero - "Menina" Borisenko-Bodashka | - Adriana Martín - Yolanda Mateos - Ángeles Parejo - Laura del Río |

## Palmarés
- Copa de la Reina (1):  2002-03
- Subcampeón Liga (1): 2003-04
- Subcampeón Copa de la Reina (2): 1991-92, 2003-04
- Campeón en categorías regionales (2):   2012-13, 2015-16